# Mewa różowa
Mewa różowa (Rhodostethia rosea) – gatunek średniej wielkości ptaka wodnego z rodziny mewowatych (Laridae), zamieszkujący Arktykę. Nie jest zagrożony wyginięciem.

## Systematyka
Jedyny przedstawiciel rodzaju Rhodostethia. Nie wyróżnia się podgatunków.

## Morfologia

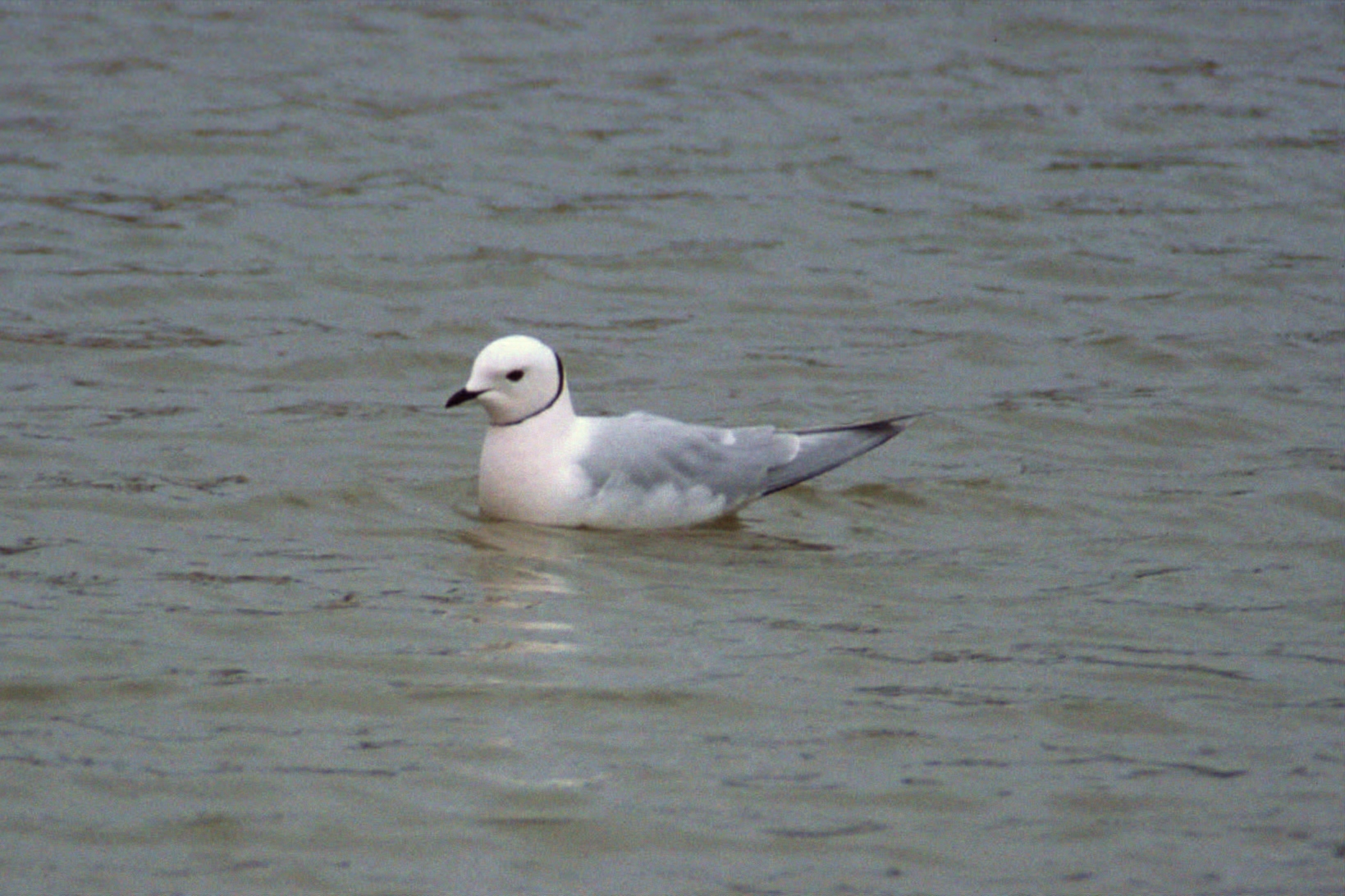
Mewa różowa, widoczna czarna obroża

WyglądBrak wyraźnego dymorfizmu płciowego. W szacie godowej wierzch ciała jasnopopielaty, na szyi czarna obroża, głowa i charakterystyczny klinowaty ogon biały, brzuch i pierś różowa. Dziób ciemny, nogi czerwone. W szacie spoczynkowej zanika obroża i kolor różowy zastąpiony bielą. Osobniki młodociane z czarno-brązowymi plamami na grzbiecie i wierzchu skrzydeł układającymi się w literę „M”, koniec ogona czarny, nogi różowe.
Wymiary średniedługość ciała ok. 30–35 cm
rozpiętość skrzydeł ok. 80–90 cm
masa ciała ok. 180–190 g

## Zasięg występowania
Występuje na arktycznych wybrzeżach północnej Syberii (od półwyspu Tajmyr po rzekę Kołymę), lokalnie na Grenlandii, nieregularnie w północnej Kanadzie. Zimuje głównie na otwartych wodach arktycznych, także u krawędzi paku lodowego – u wybrzeży skrajnie północno-wschodniej Syberii na południe po południowy kraniec Kamczatki oraz u północnych wybrzeży Alaski. Rzadko widywana poza Arktyką, sporadycznie pojawia się w kontynentalnych Stanach Zjednoczonych, gdzie po raz pierwszy stwierdzono ją w 1975 roku, oraz w Europie. Do Polski zalatuje wyjątkowo – stwierdzono ją dotychczas jedynie 2 razy – w 1994 i 2012 roku.

## Ekologia i zachowanie
BiotopOtwarte wody Arktyki, w okresie lęgowym morskie wybrzeża i ujścia rzek.
JajaW ciągu roku wyprowadza jeden lęg, składając w maju–czerwcu 2–3 (zwykle 3) jaja.
Wysiadywanie, pisklętaJaja wysiadywane są przez okres około 21 dni przez obydwoje rodziców (samca głównie za dnia, a samicę nocą). Pisklęta opuszczają gniazdo po 20 dniach.
PożywieniePlankton i drobne ryby. W okresie lęgowym, w głębi lądu owady.

## Status i ochrona
Międzynarodowa Unia Ochrony Przyrody (IUCN) uznaje mewę różową za gatunek najmniejszej troski (LC – Least Concern) nieprzerwanie od 1988 roku. Liczebność światowej populacji, według szacunków organizacji Wetlands International z 2016 roku, mieści się w przedziale 25–100 tysięcy osobników. W Polsce objęta ścisłą ochroną gatunkową.